# خليفة شاهين الغانم
 خليفة بن شاهين الغانم (1875 - 1953) قبطان بحر (نوخذة) وعضو مجلس الشورى السابق.

## السيرة الذاتية
خليفة ولد في مدينة الكويت - شرق عام (1875)، وأصبح عضو مجلس الشورى الكويتي، وكان نوخذة في سفينة والده «عنبر طويل»، ترك بعد مدة ركوب السفن وظل في مدينة الكويت يدير أعماله التجارية، وكان مرجعاً تاريخياً عن الكويت آنذاك، ولقد تحدث إليه كثيراً القبطان آلن فاليرز الذي آتى على ذكره وأثنى على معلوماته التاريخية في كتابة «أبناء السندباد» عام 1938، وعين عضواً في المجلس التشريعي الأول عام 1921.